# Guirane N'Daw
Guirane N'Daw (Rufisque, Senegal, 24 de abril de 1984) es un exfutbolista senegalés. Jugó profesionalmente en Francia, España, Grecia e Inglaterra, y fue miembro de la selección de fútbol de Senegal.

## Trayectoria
N'Daw comenzó su carrera en el FC Sochaux, en el que jugó 122 partidos y anotó 5 goles. En verano de 2008 fue fichado por el FC Nantes. Tras jugar un año en el FC Nantes y anotar 3 goles, el 23 de julio de 2009 es cedido al AS Saint-Étienne con el que juega 34 partidos. 

### Clubes
| Club             | País             | Año                      | Partidos | Goles |
| ---------------- | ---------------- | ------------------------ | -------- | ----- |
| FC Sochaux       | Ligue 1          | Ligue 1 2002-03          | 1        | 0     |
| FC Sochaux       | Ligue 1          | Ligue 1 2003-04          | 8        | 0     |
| FC Sochaux       | Ligue 1          | Ligue 1 2004-05          | 16       | 0     |
| FC Sochaux       | Ligue 1          | Ligue 1 2005-06          | 30       | 1     |
| FC Sochaux       | Ligue 1          | Ligue 1 2006-07          | 37       | 1     |
| FC Sochaux       | Ligue 1          | Ligue 1 2007-08          | 30       | 3     |
| FC Nantes        | Ligue 1          | Ligue 1 2008-09          | 32       | 3     |
| AS Saint-Étienne | Ligue 1          | Ligue 1 2009-10          | 34       | 0     |
| AS Saint-Étienne | Ligue 1          | Ligue 1 2010-11          | 5        | 0     |
| Real Zaragoza    | Primera División | Primera División 2010/11 | 9        | 0     |
| Birmingham City  | Championship     | Championship 2011/12     | 25       | 0     |
| Ipswich Town     | Championship     | Championship 2012/13     | 34       | 1     |
| Asteras Tripolis | Superliga        | Superliga 2013-14        | 29       | 3     |

## Selección
Ha sido internacional con la Selección de fútbol de Senegal en 13 ocasiones, marcando 1 gol.

## Falsificación de su edad
En 2020 admitió haber falsificado su edad para posar como un jugador más joven de lo que realmente es.